# Gramática do crioulo cabo-verdiano
Apesar de o vocabulário do crioulo cabo-verdiano ser proveniente quase todo do português, a gramática é significativamente diferente, o que torna difícil a um falante nativo de português destreinado apreender uma conversação mesmo que básica.

## Ordem dos constituintes sintáticos
A estrutura básica da frase em crioulo cabo-verdiano é Sujeito — Verbo — Objecto. Ex.:
- N’ tâ cumê pêxi. «Eu como peixe.»

Quando existem dois objectos, o objecto indirecto vem primeiro enquanto que o objecto directo vem depois, ficando a frase com a estrutura Sujeito — Verbo — Objecto Indirecto — Objecto Directo. Ex.:
- Êl dâ catchôr cumída. «Ele deu comida ao cão.»

O mesmo acontece com a conjugação pronominal.
Uma curiosidade que aproxima o crioulo cabo-verdiano de outros crioulos é a possibilidade da dupla negação (ex.: Náda n’ câ atchâ. «Eu não encontrei nada.») ou às vezes até a tripla negação (ex.: Núnca ninguêm câ tâ bába lâ. «Nunca ninguém foi lá.»)

## Nomes
Só os seres animados (seres humanos e animais) é que apresentam flexão em género. Ex.:
- dônu / dóna «dono / dona»
- pôrcu / pórca «porco / porca»

Em alguns casos a distinção dos sexos é feita pospondo os adjectivos mátchu «macho» e fémia «fêmea» aos nomes. Ex.:
- fídju-mátchu / fídju-fémia «filho / filha»
- catxôr -mátxu / catxôr-fémia «cão / cadela»

Os nomes em crioulo têm flexão em número quando estão bem determinados ou quando já são conhecidos no contexto. Ex.:
- Minínus dí Bía ê bêm comportádu. «As crianças da Bia são bem comportadas.»

Quando o nome se aplica a um grupo em geral, esse nome não tem flexão em número. Ex.:
- Minínu devê ruspetâ alguêm grándi. «As crianças devem respeitar as pessoas mais velhas.»

Se numa frase houver várias categorias gramaticais, só a primeira é que leva  marca do plural. Ex.:
- minínus «meninos»
- nhâs minína «minhas meninas»
- minínus bunítu «meninos bonitos»
- nhâs dôs minína buníta í simpática «minhas duas meninas bonitas e simpáticas»

## Pronomes

### Pessoais
Conforme a função, os pronomes pessoais podem ser pronomes sujeito ou pronomes complemento. Ainda dentro de cada uma dessas funções, conforme a posição na palavra, os pronomes pessoais podem ser átonos ou tónicos.
Os pronomes pessoais sujeito átonos geralmente desempenham a função de sujeito e vêm antes de formas verbais. Ex.:
- Nú crê. «Nós queremos.»

Os pronomes pessoais sujeito tónicos desempenham a função de uma espécie de vocativo e costumam aparecer isolados na oração. Ex.:
- Mí, n’ stâ lí, í bô, bú stâ lâ. «Eu, eu estou aqui, e tu, tu estás ali.»

Comparar com o uso similar em francês:
- Moi, je suis ici, et toi, tu es là.

Os pronomes pessoais complemento, como o nome indica, desempenham a função de complemento (directo ou indirecto). Os pronomes pessoais complemento átonos são usados com as formas do presente dos verbos. Ex.:
- N’ panhá-’l. «Eu apanhei-o.»
- N’ tâ bejá-bu. «Eu beijo-te.»

Os pronomes pessoais complemento tónicos são usados com as formas do passado dos verbos, quando é o segundo pronome numa sequência de dois pronomes ou quando são regidos de preposição. Ex.:
- Ês’ tâ odjába-êl. «Eles viam-no.»
- Bú dâ-m’-êl. «Tu mo deste.»
- M’ tâ gostâ dí bô. «Eu gosto de ti.»

Quando existem dois pronomes complemento, o complemento indirecto vem primeiro enquanto que o complemento directo vem depois, ficando a frase com a estrutura Sujeito — Verbo — Complemento Indirecto — Complemento Directo.
Quadro resumo:
|                                     | Sujeito                                          | Sujeito                                        | Sujeito                                          | Sujeito                                   |                                               | Complemento                                       | Complemento                                  | Complemento                                        | Complemento                                  |            |
|                                     | Átono                                            | Átono                                          | Tónico                                           | Tónico                                    |                                               | Átono                                             | Átono                                        | Tónico                                             | Tónico                                       |            |
|                                     |                                                  | Variantes                                      |                                                  | Variantes                                 | Português                                     |                                                   | Variantes                                    |                                                    | Variantes                                    | Português  |
| ----------------------------------- | ------------------------------------------------ | ---------------------------------------------- | ------------------------------------------------ | ----------------------------------------- | --------------------------------------------- | ------------------------------------------------- | -------------------------------------------- | -------------------------------------------------- | -------------------------------------------- | ---------- |
| 1.ª pess. sing.                     | m’ /m/                                           | m’ /~/                                         | mí /mi/                                          |                                           | eu                                            | -m’ /m/                                           | -m’ /~/                                      | -mí /mi/                                           |                                              | -me, mim   |
| 2.ª pess. sing.                     | bú /bu/                                          | bô /bo/, bó /bɔ/                               | bô /bo/                                          | bó /bɔ/                                   | tu                                            | -bú /bu/                                          | -’u /w/, -b’ /b/                             | -bô /bo/                                           | -bó /bɔ/                                     | -te, ti    |
| 2.ª pess. sing. (forma de respeito) | Nhú /ɲu/ / Nhâ /ɲɐ/ (Sot.), Bocê /boˈse/ (Barl.) | Nhô, /ɲo/, Bucé /buˈsɛ/, ’Ocê /oˈse/, ’Cê /se/ | Nhô /ɲo/ / Nhâ /ɲɐ/ (Sot.), Bocê /boˈse/ (Barl.) | Bucé /buˈsɛ/, ’Ocê /oˈse/, ’Cê /se/       | você (trat. resp.), o senhor, a senhora       | Nhô /ɲo/ / Nhâ /ɲɐ/ (Sot.), -Bocê /boˈse/ (Barl.) | -Bucé /buˈsɛ/, -’Ocê /oˈse/, -’Cê /se/       | -Nhô /ɲo/ / -Nhâ /ɲɐ/ (Sot.) -Bocê /boˈse/ (Barl.) | -Bucé /buˈsɛ/, -’Ocê /oˈse/, -’Cê /se/       | -lhe, si   |
| 3.ª pess. sing.                     | êl /el/                                          | ê’ /e/, âl /ɐl/, él /ɛl/                       | êl /el/                                          | ê’ /e/, âl /ɐl/, él /ɛl/                  | ele / ela                                     | -’l /l/                                           |                                              | -êl /el/                                           | -ê’ /e/, -âl /ɐl/, -él /ɛl/                  | -o, -a, si |
| 1.ª pess. plur.                     | nú /nu/                                          | dú /du/, nô /no/, nó /nɔ/                      | nôs /noz/                                        | nós /nɔz/                                 | nós                                           | -nú /nu/                                          | -n’ /n/, nôs /noʒ/                           | -nôs /noz/                                         | -nós /noz/                                   | -nos, nós  |
| 2.ª pess. plur.                     | nhôs /ɲoz/ (Sot.), b’sôt’ /bzot/ (Barl.)         | b’sót’ /bzɔt/                                  | nhôs /ɲoz/ (Sot.), b’sôt’ /bzot/ (Barl.)         | b’sót’ /bzɔt/                             | vocês                                         | nhôs /ɲoz/ (Sot.), -b’sôt’ /bzot/ (Barl.)         | -b’sót’ /bzɔt/                               | -nhôs /ɲoz/ (Sot.), -b’sôt’ /bzot/ (Barl.)         | -b’sót’ /bzɔt/                               | -vos       |
| 2.ª pess. plur. (forma de respeito) | Nhôs /ɲoz/ (Sot.), Bocês /boˈsez/ (Barl.)        | Bucés /buˈsɛz/, ’Ocês /oˈseʒ/, ’Cês /seʒ/      | Nhôs /ɲoz/ (Sot.), Bocês /boˈsez/ (Barl.)        | Bucés /buˈsɛz/, ’Ocês /oˈseʒ/, ’Cês /seʒ/ | vocês (trat. resp.), os senhores, as senhoras | Nhôs /ɲoz/ (Sot.), -Bocês /boˈsez/ (Barl.)        | -Bucés /buˈsɛz/, -’Ocês /oˈseʒ/, -’Cês /seʒ/ | -Nhôs /ɲoz/ (Sot.), -Bocês /bosez/ (Barl.)         | -Bucés /buˈsɛz/, -’Ocês /oˈseʒ/, -’Cês /seʒ/ | -vos       |
| 3.ª pess. plur.                     | ês /ez/                                          | âs /ɐz/, érr /ɛʀ/                              | ês /ez/                                          | âs /ɐz/, érr /ɛʀ/                         | eles / elas                                   | -’s /z/                                           | -’rr /ʀ/                                     | -ês /ez                                            | -âs /ɐz/, -érr /ɛʀ/                          | -os, -as   |

Não existe pronome reflexo. Para transmitir a ideia de reflexividade, o crioulo utiliza a expressão cabéça posposta ao respectivo determinante possessivo. Ex.:
- Ês mordê sês cabéça. «Eles morderam-se (a si mesmos).»

Não existe pronome recíproco. Para transmitir a ideia de reciprocidade, o crioulo utiliza a expressão cumpanhêru. Ex.:
- Ês mordê cumpanhêru. «Eles morderam-se (um ao outro).»

Frequente em crioulo é o chamado dativo ético. Trata-se de um emprego de pronomes que não tem nenhuma função sintática, a não ser dar um realce emotivo. Ex.:
- Êl câ cumê-m’ náda. «Ele não me comeu nada.»
- N’ pidí Dêus pâ djudâ-m’-bô. «Eu pedi a Deus que me te ajudasse.»

Sobre a pronúncia da primeira pessoa do singular do pronome pessoal sujeito (m’) ver esta nota.

### Possessivos
Contrariamente ao português, o crioulo cabo verdiano distingue claramente os pronomes possessivos dos determinantes possessivos.
|                                     |                                                                   | Variantes                                           | Português                                                        |
| ----------------------------------- | ----------------------------------------------------------------- | --------------------------------------------------- | ---------------------------------------------------------------- |
| 1.ª pess. sing.                     | dí mêu /di mew/                                                   | dí mê’ /di me/, d’ mêu /d mew/, d’ mínha’ /d miˈɲɐ/ | o meu, a minha, os meus, as minhas                               |
| 2.ª pess. sing.                     | dí bô /di bo/                                                     | d’ bô /d bo/, d’ bó /d bɔ/, d’ bóssa /d bɔˈsɐ/      | o teu, a tua, os teus, as tuas                                   |
| 2.ª pess. sing. (forma de respeito) | dí Nhô /di ɲo/ / dí Nhâ /di ɲɐ/ (Sot.), d’ Bocê /d boˈse/ (Barl.) | d’ Bucé /d buˈsɛ/, d’ ’Ocê /d oˈse/                 | o seu, a sua, os seus, as suas (do senhor ou da senhora)         |
| 3.ª pess. sing.                     | dí sêl /di sel/                                                   | dí sê’ /di se/, d’ sêu /d sew/                      | o seu, a sua, os seus, as suas (dele ou dela)                    |
| 1.ª pess. plur.                     | dí nôs /di noz/                                                   | d’ nôs /d noz/, d’ nóssa /d ˈnɔsɐ/                  | o nosso, a nossa, os nossos, as nossas                           |
| 2.ª pess. plur.                     | dí nhôs /di ɲoz/ (Sot.), d’ b’sôt’ /d bzot/ (Barl.)               | d’ b’sót’ /d bzɔt/                                  | o vosso, a vossa, os vossos, as vossas (de vocês)                |
| 2.ª pess. plur. (forma de respeito) | dí Nhôs /di ɲoz/ (Sot.), d’ Bocês /d boˈsez/ (Barl.)              | d’ Bucés /d buˈsɛz/, d’ ’Ocês /d oˈseʒ/             | o vosso, a vossa, os vossos, as vossas (do senhor ou da senhora) |
| 3.ª pess. plur.                     | dí sês /di sez/                                                   | d’ sêus /d sewz/                                    | o seu, a sua, os seus, as suas (deles ou delas)                  |

### Demonstrativos
Para os pronomes demonstrativos o crioulo só têm dois graus de aproximação: perto do falante (êss «isto») e afastado do falante (kêl «aquilo»).
Por vezes os demonstrativos são reforçados com os advérbios de lugar lí e lâ: ês-li «isto aqui», kês-lâ «isto aí», kêl-li «aquilo aí», kêl-lâ «aquilo ali».
Comparar com o uso similar em francês: ceci, celà.

## Quantificadores

### Numerais
Alguns quantificadores numerais cardinais em crioulo:
| Crioulo        | Português |
| -------------- | --------- |
| úm /ũ/         | um        |
| dôs /doz/      | dois      |
| três /trez/    | três      |
| quátu /ˈkwatu/ | quatro    |
| cíncu /ˈsĩku/  | cinco     |
| sêij /sejʒ/    | seis      |
| séti /ˈsɛti/   | sete      |
| ôitu /ˈojtu/   | oito      |
| nóvi /nɔvi/    | nove      |
| déz /dɛz/      | dez       |
| cêm /sẽ/       | cem       |
| míl /mil/      | mil       |

Qualquer numeral pode ser usado determinantemente.

### Indefinidos
Alguns quantificadores indefinidos em crioulo (a lista não é exaustiva):
|                      | Variantes                                       | Português      |
| -------------------- | ----------------------------------------------- | -------------- |
| ninguêm /nĩˈɡẽ/      | nindjêm /nĩˈʤẽ/                                 | ninguém        |
| alguêm /ɐlˈɡẽ/       | arguêm /ɐɾˈɡẽ/, aldjêm /ɐlˈʤẽ /, elguêm /elˈɡẽ/ | alguém         |
| cáda quêm /ˈkadɐ kẽ/ |                                                 | cada qual      |
| túdu /ˈtudu/         | túd’ /tud/                                      | tudo           |
| náda /ˈnadɐ/         |                                                 | nada           |
| álgu /ˈalɡu/         |                                                 | algo           |
| túdu /ˈtudu/         | túd’ /tud/                                      | todo/s/os/as   |
| ninhúm /niˈɲũ/       | niúm /niˈũ/, nhúm /ɲũ/                          | nenhum/a/ns/as |
| algúm /ɐlˈɡũ/        | argúm /ɐɾˈɡũ/, olgúm /olˈɡũ/                    | algum/a/ns/as  |
| ôtu /ˈotu/           | ôt’ /ot/, ót’ /ɔt/                              | outro/a/os/as  |
| colquêr /kolˈkeɾ/    | calquêr /kɐlˈkeɾ/                               | qualquer       |
| tchêu /ʧew/          |                                                 | muito/a/os/as  |
| pôcu /ˈpoku/         | pôc’ /pok/, póc’ /pɔk/                          | pouco/a/os/as  |
| bastánti /bɐsˈtãti/  | bastánt’ /bɐsˈtãt/, bestént’ /beʃˈtɛ̃t/          | bastante       |
| más /maz/            | més /mɛʒ/                                       | mais           |
| mênus /ˈmenuz/       | mên’s /menʒ/                                    | menos          |

Ver

## Adjectivos
Os adjectivos em crioulo vêm quase sempre depois do nome. Só os nomes animados (seres humanos e animais) é que pedem flexão do género nos adjectivos. Ex.:
- ómi fêiu / mudjêr fêia «homem feio / mulher feia»
- bódi prêtu / cábra préta «bode preto / cabra preta»

Os adjectivos para os nomes inanimados têm a mesma forma que os adjectivos masculinos. Ex.:
- bistídu bráncu «vestido branco»
- camísa bráncu «camisa branca»

Geralmente a marca do plural não aparece nos adjectivos visto que ela aparece numa categoria gramatical anterior.

## Determinantes

### Artigo definido
Em crioulo não existe artigo definido. Quando se torna absolutamente necessário determinar o nome, usam-se determinantes demonstrativos.

### Artigo indefinido
Existe uma forma para o singular e uma forma para o plural.
- úm… /ũ/ «um… / uma…», úns… /ũz/ «uns… / umas…»

As duas formas são usadas tanto para o masculino como para o feminino.

### Possessivos
Contrariamente ao português, o crioulo cabo verdiano distingue claramente os determinantes possessivos dos pronomes possessivos.
|                                     | Singular                                    | Singular                        | Singular                                      | Plural                                     | Plural         | Plural                                          |
|                                     |                                             | Variantes                       | Português                                     |                                            | Variantes      | Português                                       |
| ----------------------------------- | ------------------------------------------- | ------------------------------- | --------------------------------------------- | ------------------------------------------ | -------------- | ----------------------------------------------- |
| 1.ª pess. sing.                     | nhâ… /ɲɐ/                                   |                                 | meu…, minha…                                  | nhâs… /ɲɐz/                                |                | meus…, minhas…                                  |
| 2.ª pess. sing.                     | bú… /bu/                                    | bô… /bo/                        | teu…, tua…                                    | bús… /buz/                                 | bôs… /boz/     | teus…, tuas…                                    |
| 2.ª pess. sing. (forma de respeito) | Bocê… /boˈse/ (Barl.)                       | Bucé… /buˈsɛ/, ’Ocê… /oˈse/     | seu…, sua… (do senhor ou da senhora)          |                                            |                | seus…, suas… (do senhor ou da senhora)          |
| 3.ª pess. sing.                     | sê… /se/                                    | sí… /si/                        | seu…, sua… (dele ou dela)                     | sês… /sez/                                 | sís… /siz/     | seus…, suas… (dele ou dela)                     |
| 1.ª pess. plur.                     | nôs… /noz/                                  |                                 | nosso…, nossa…                                | nôs… /noz/                                 |                | nossos…, nossas…                                |
| 2.ª pess. plur.                     | nhôs… /ɲoz/ (Sot.), b’sôt’… /bzot/ (Barl.)  | b’sót’… /bzɔt/                  | vosso…, vossa… (de vocês)                     | nhôs… /ɲoz/ (Sot.), b’sôt’… /bzot/ (Barl.) | b’sót’… /bzɔt/ | vossos…, vossas… (de vocês)                     |
| 2.ª pess. plur. (forma de respeito) | Nhôs… /ɲoz/ (Sot.), Bocês… /boˈsez/ (Barl.) | Bucés… /buˈsɛz/, ’Ocês… /oˈseʒ/ | vosso…, vossa… (dos senhores ou das senhoras) |                                            |                | vossos…, vossas… (dos senhores ou das senhoras) |
| 3.ª pess. plur.                     | sês… /sez/                                  | sís… /siz/                      | seu…, sua… (deles ou delas)                   | sês… /sez/                                 | sís… /siz/     | seus…, suas… (deles ou delas)                   |

A diferença entre determinantes possessivos e pronomes possessivos torna-se mais clara quando se compara com outras línguas:
|              | crioulo                   | português                    | espanhol                | francês                                         | inglês                             |
| ------------ | ------------------------- | ---------------------------- | ----------------------- | ----------------------------------------------- | ---------------------------------- |
| determinante | nhâ cása bú cása sê cása  | minha casa tua casa sua casa | mi casa tu casa su casa | ma maison ta maison sa maison                   | my house your house his/her house  |
| pronome      | ê dí mêu ê dí bô ê dí sêl | é minha é tua é sua          | es mía es tuya es suya  | c’est la mienne c’est la tienne c’est la sienne | it’s mine it’s yours it’s his/hers |

Em vez do determinante possessivo, também pode ser usado o pronome possessivo depois do nome. Ex.:
- nhâ cárru / cárru dí mêu «meu carro»

Esse recurso é usado para os casos em que não existe um determinante possessivo. Ex.:
- cúsas di Nhô (Sot.) / côsas d’ Bocê (Barl.) «vossas coisas (as coisas do senhor ou da senhora)»

### Demonstrativos
Para os determinantes demonstrativos o crioulo só têm dois graus de aproximação: perto do falante (êss «este, esta, estes, estas») e afastado do falante (quêl «aquele, aquela», quês «aqueles, aquelas»).
Obs.: só os crioulos de São Vicente e Santo Antão é que distinguem foneticamente entre o singular êss /es/ («este, esta») e o plural ês /eʒ/ («estes, estas»).

### Indefinidos
Alguns determinantes indefinidos em crioulo (a lista não é exaustiva):
|                      | Variantes                                | Português       |
| -------------------- | ---------------------------------------- | --------------- |
| túdu… /ˈtudu/        | túd’… /tud/                              | todo/s/os/as…   |
| ninhúm… /niˈɲũ/      | niúm… /niˈũ/, nhúm… /ɲũ/                 | nenhum/a/ns/as… |
| algúm… /ɐlˈɡũ/       | argúm… /ɐɾˈɡũ/, olgúm… /olˈɡũ/           | algum/a/ns/as…  |
| ôtu… /ˈotu/          | ôt’… /ot/, ót’… /ɔt/                     | outro/a/os/as…  |
| colquêr… /kolˈkeɾ/   | calquêr… /kɐlˈkeɾ/                       | qualquer…       |
| cáda… /ˈkadɐ/        |                                          | cada…           |
| tchêu… /ʧew/         |                                          | muito/a/os/as…  |
| pôcu… /ˈpoku/        | pôc’… /pok/, póc’… /pɔk/                 | pouco/a/os/as…  |
| bastánti… /bɐsˈtãti/ | bastánt’… /bɐsˈtãt/, bestént’… /beʃˈtɛ̃t/ | bastante…       |
| más… /maz/           | més… /mɛʒ/                               | mais…           |
| mênus… /ˈmenuz/      | mên’s… /menʒ/                            | menos…          |

## Designativos
O crioulo possui uma categoria gramatical especial para apresentar ou anunciar. Aparece com duas formas, uma para apresentar algo próximo (alí… /ɐˈli/) e outra para apresentar algo afastado (alâ… /ɐˈlɐ/). Ex.:
- Alí nhâ fídju. «Eis o meu filho.»
- Alá-’l tâ bái. «Ei-lo a ir.»

## Advérbios
Confrontando o crioulo com o português existem três situações que merecem ser destacadas:
Em português a diferença entre os quantificadores «muito/a/os/as» e o advérbio «muito» não é muito clara. O crioulo distingue claramente o quantificador tchêu /ʧew/ (que é usado para quantificar nomes e acções) do advérbio mútu /ˈmutu/ (que é usado para modificar adjectivos ou advérbios). Ex.:
- Têm tchêu pédra. «Há muitas pedras.»
- Nhâ mãi crê-m’ tchêu. «Minha mãe me quer muito.»
- Úm ómi mútu grándi. «Um homem muito grande.»
- M’ tchigâ mútu tárdi. «Eu cheguei muito tarde.»

A diferença torna-se mais clara quando se compara com outras línguas:
|               | crioulo | português     | espanhol      | francês  | inglês |
| ------------- | ------- | ------------- | ------------- | -------- | ------ |
| quantificador | tchêu   | muito/a/os/as | mucho/a/os/as | beaucoup | a lot  |
| advérbio      | mútu    | muito         | muy           | très     | very   |

Os advérbios de modo portugueses «bem» e «mal» geralmente traduzem-se por drêtu /ˈdɾetu/ e mariádu /mɐɾiˈadu/ respectivamente. As formas bêm /bẽ/ e mál /mal/ só aparecem quando modificam formas adjectivas do verbo. Ex.:
- Êl câ tâ papiâ drêtu. «Ele não fala bem.»
- Ónti m’ durmí mariádu. «Ontem eu dormi mal.»
- Ês-li stâ mál fêtu. «Isto está mal feito.»
- Úm música bêm cantádu. «Uma música bem cantada.»

O advérbio de negação nãu /nɐ̃w/ só aparece como resposta negativa a uma pergunta. Ex.:
- Ê bô quí concô nâ pórta? Nãu! «Tu é que bateste à porta? Não!»

Para a negação dos verbos, adjectivos ou advérbios usa-se a forma câ /kɐ/. Ex.:
- Êl câ tâ cudí-m’. «Ele não me responde.»
- Nú saí câ mútu tardi. «Nós saímos não muito tarde.»

Em Santo Antão a forma é n’ /n/:
- Êl n’ dâ c’dí-m’. «Ele não me responde.»

Na falta de advérbios, os adjectivos podem cumprir uma função adverbial. Ex.:
- Êl papiâ mánsu. «Ele falou manso (mansamente).»

## Relativos
Os relativos em crioulo são palavras que fazem referência a algo (o antecedente) que pode já ter sido mencionado ou está subentendido. O relativo qui /ki/ é um relativo de base, e é geralmente usado em orações adjectivas. Ex.:
- Quêl rapáz qui m’ odjâ ónti stába duenti. «Aquele rapaz que eu vi ontem estava doente.»

Com orações substantivas ou orações adverbiais, o relativo pode também ser um pronome relativo, um advérbio relativo, uma conjunção relativa ou um quantificador relativo. Na maior parte das vezes, esses relativos vêm reforçados com o relativo de base qui.
|                        |                         | Variantes                                                                                       | Português |
| ---------------------- | ----------------------- | ----------------------------------------------------------------------------------------------- | --------- |
| Pronomes relativos     | cusê quí /kuˈze ki/     | c’sê qu’ /kze k/                                                                                | o que     |
| Pronomes relativos     | quêm quí /kẽ ki/        | quênha quí /ˈkeɲɐ ki/, quêm qu’ /kẽ k/, tchêm qu’ /ʧẽ k/                                        | quem      |
| Pronomes relativos     | cál quí /kal ki/        | cál qu’ /kal k/                                                                                 | qual      |
| Pronomes relativos     | cás quí /kas ki/        | cás qu’ /kas k/ cárr qu’ /kaʀ k/                                                                | quais     |
| Advérbios relativos    | ôndi quí /ˈõdi ki/      | úndi quí /ˈũdi ki/, ônd’ qu’ /õd k/                                                             | onde      |
| Advérbios relativos    | cándu quí /ˈkãdu ki/    | cónd’ /kɔ̃d/                                                                                     | quando    |
| Advérbios relativos    | cumódi quí /kuˈmɔdi ki/ | cumó’ quí /kuˈmɔ ki/, ’módi quí /ˈmɔdi ki/, ’mó’ quí /mɔ ki/                                    | como      |
| Conjunção relativa     | pamódi quí /pɐˈmɔdi ki/ | pamó’ quí /pɐˈmɔ ki/, pamód’ qu’ /pɐˈmɔd k/, ’modquê qu’ /mɔdˈke k/, pamodquím qu’ /pɐmɔdˈkĩ k/ | porque    |
| Quantificador relativo | cántu quí /ˈkãtu ki/    | cánt’ qu’ /kãt k/, cónt’ qu’ /kɔ̃t k/, tónt’ qu’ /tɔ̃t k/                                         | quanto    |

Em crioulo não existe nenhum relativo possessivo. O relativo possessivo «cujo/a/os/as» é substituído em crioulo pelo relativo qui seguido de um determinante possessivo. Ex.:
- Quêl mudjêr quí sê fídju bái pâ scóla… «Aquela mulher cujo filho foi para a escola…»

Apesar de existir uma conjunção relativa causal, não existe nenhuma conjunção relativa final. Para isso usa-se a expressão pâ cusê quí. Ex.:
- M’ câ sabê pâ cusê quí bú bêm. «Eu não sei para que vieste.»

Está a crescer o uso de pâ quê (não confundir com paquê) como conjunção relativa final devido à influência do português «para quê», em vez de pâ cusê / pâ c’sê.
Quase todos os relativos apresentados acima podem ser substituídos pelo relativo de base seguido de um nome que contém o conceito do respectivo relativo. Assim, cusê quí pode ser substituído por quí côsa quí («que coisa»), quêm quí pode ser substituído por quí alguêm quí («que pessoa»), ôndi quí pode ser substituído por quí lugár quí («que lugar»), etc.
É o caso das variantes de Barlavento que, como não possuem o advérbio relativo de modo, é substituído por qu’ manêra qu’ /k mɐˈneɾɐ k/ («que modo»).
É também o caso do advérbio relativo de tempo. Geralmente, cándu qui pode ser substituído por quí óra quí /ki ˈɔɾɐ ki/ («que hora»), mas como na maioria dos verbos a forma do aspecto perfectivo do presente do indicativo coincide com a forma do presente do condicional, cándu quí especializou-se para o uso com o aspecto perfectivo do presente do indicativo, enquanto que óra quí especializou-se para o uso com o presente do condicional. Ex.:
- Cándu quí bú bái… «Quando foste…»
- Óra quí bú bái… «Quando fores…»

Quando em português existe um relativo precedido de uma preposição (Sujeito — Preposição — Relativo — Oração Relativa), a ordem em crioulo fica Sujeito — Relativo — Oração Relativa — Preposição — Pronome. Ex.:
- Cáma quí m’ durmí nâ êl… «A cama em que dormí…»

Devido à influência do português, está a crescer o uso da expressão portuguesa «o que» (pronunciado /uki/ em Sotavento ou /uk/ em Barlavento), em vez de cusê qui / c’sê qu’.

## Interrogativos
Existe uma relação muito próxima entre os interrogativos e os relativos em crioulo. Para além do interrogativo quí, existem igualmente pronomes, advérbios, conjunções e quantificadores interrogativos. Na maior parte dos casos o interrogativo é fonéticamente parecido com o relativo mas terminando na vogal ~ê /e/.
|                             |                          | Variantes                                                                                           | Português |
| --------------------------- | ------------------------ | --------------------------------------------------------------------------------------------------- | --------- |
| Pronomes interrogativos     | cusê quí? /kuˈze ki/     | c’sê qu’? /kze k/                                                                                   | o quê?    |
| Pronomes interrogativos     | quêm-ê quí? /kẽˈe ki/    | quênha quí? /ˈkeɲɐ ki/, quenhê quí? /keˈɲe ki/, quêm-ê qu’? /kẽˈe k/, tchêm-ê qu’? /ʧẽˈe k/         | quem?     |
| Pronomes interrogativos     | calê quí? /kaˈle ki/     | calê qu’? /kaˈle k/                                                                                 | qual?     |
| Pronomes interrogativos     | casê quí? /kaˈze ki/     | casê qu’? /kaˈze k/                                                                                 | quais?    |
| Advérbios interrogativos    | ondê quí? /õˈde ki/      | úndi quí? /ˈũdi ki/, ondê qu’? /õˈde k/                                                             | onde?     |
| Advérbios interrogativos    | candê quí? /kãˈde ki/    | condê qu’? /kɔ̃ˈde k/                                                                                | quando?   |
| Advérbios interrogativos    | cumodê quí? /kumɔˈde ki/ | cumó’ quí? /kuˈmɔ ki/, ’módi quí? /ˈmɔdi ki/, ’mó’ quí? /mɔ ki/                                     | como?     |
| Conjunção interrogativa     | pamodê quí? /pɐmɔˈde ki/ | pamó’ quí? /pɐˈmɔ ki/, pamód’ qu’? /pɐˈmɔd k/, ’modquê qu’? /mɔdˈke k/, pamodquím qu’? /pɐmɔdˈkĩ k/ | porque?   |
| Quantificador interrogativo | cantê quí? /ˈkãtu ki/    | contê qu’? /kɔ̃ˈte k/, tontê qu’? /tɔ̃ˈte k/                                                          | quanto?   |

Devido à influência do português, está a crescer o uso da expressão portuguesa «o quê que?» em vez de cusê quí? / c’sê qu’?.

## Palavras de ligação

### Preposições
Algumas preposições em crioulo (a lista não é exaustiva):
|                 | Variantes              | Português |
| --------------- | ---------------------- | --------- |
| cóntra /ˈkɔ̃tɾɐ/ |                        | contra    |
| cú /ku/         | c’ /k/                 | com       |
| dêsdi /ˈdezdi/  | dêsd’ /dezd/           | desde     |
| dí /di/         | l’ /l/, r’ /ɾ/, d’ /d/ | de        |
| êntri /ˈẽtɾi/   | êntr’ /ẽtɾ/            | entre     |
| fóra /ˈfɔɾɐ/    |                        | excepto   |
| má’ /ma/        | amá’ /ɐma/             | com       |
| nâ /nɐ/         |                        | em        |
| pâ /pɐ/         |                        | para      |
| pâ /pɐ/         |                        | por       |
| sêm /sẽ/        | sím /sĩ/               | sem       |
| tê /te/         | tí /ti/                | até       |
| trándu /ˈtɾãdu/ | trónd’ /tɾɔ̃d/          | excepto   |

### Conjunções
Algumas conjunções em crioulo (a lista não é exaustiva):
|                     | Variantes                                                                               | Português |
| ------------------- | --------------------------------------------------------------------------------------- | --------- |
| duránti /duˈɾãti/   | duránt’ /duˈɾãt/, durént’ /duˈɾɛ̃t/                                                      | durante   |
| embóra /ẽˈbɔɾɐ/     |                                                                                         | embora    |
| enquántu /ẽˈkwãtu/  | enquánt’ /ẽˈkwant/                                                                      | enquanto  |
| í /i/               |                                                                                         | e         |
| lógu /ˈlɔɡu/        | lôg’ /lɔɡ/                                                                              | logo      |
| mâ /mɐ/             | mâs /mɐz/                                                                               | mas       |
| ’mâ /mɐ/            | c’mâ /kmɐ/, cumâ /kuˈmɐ/                                                                | que       |
| móda /ˈmɔdɐ/        | mó’ /mɔ/                                                                                | como      |
| nêm /nẽ/            | ním /nĩ/                                                                                | nem       |
| ô /o/               |                                                                                         | ou        |
| pâ /pɐ/             |                                                                                         | para que  |
| pamódi /pɐˈmɔdi/    | pamó’ /pɐˈmɔ/, ’mó’ /mɔ/, pamód’ /pɐˈmɔd/, paquê /pɐˈke/, patchê /pɐˈʧe/, pequê /peˈke/ | porque    |
| purtántu /puɾˈtãtu/ | purtánt’ /puɾˈtãt/, purtónt’ /puɾˈtɔ̃t/                                                  | portanto  |
| quí /ki/            | qu’ /k/                                                                                 | que       |
| sí /si/             | s’ /s/                                                                                  | se        |
| sicrê /sikɾe/       |                                                                                         | mesmo que |
| sí’ma /ˈsimɐ/       | s’uma’ /ˈsumɐ/, sínc’ma /ˈsĩkmɐ/, sincumâ /sĩkuˈmɐ/                                     | como      |
| tambêm /tɐ̃ˈbẽ/      | tambê’ /tɐ̃ˈbe/, támbe /ˈtãbe/, támbi /ˈtãbi/, tembêm /tẽˈbẽ/                            | também    |
| timênti /tiˈmẽti/   | namênti’ /nɐˈmẽti/, temênt’ /teˈmẽt/                                                    | enquanto  |

Para unir frases o crioulo emprega a conjunção copulativa í. Para unir categorias gramaticais dentro da mesma frase o crioulo emprega a preposição cú. Ex.:
- M’ tâ cumê í m’ tâ bebê. «Eu como e eu bebo.»
- Cumê cú bebê ê bôm pâ saúdi. «Comer e beber é bom para a saúde.»

Como nos crioulos de Barlavento as vogais átonas /i/ e /u/ desaparecem frequentemente, a preposição c’ /k/ acaba por ficar foneticamente idêntica ao relativo qu’ /k/. Por isso, a preposição c’ é frequentemente substituída por má’ /ma/. Ex.:
- C’mê má’ bebê ê bôm pâ saúd’. «Comer e beber é bom para a saúde.»

Contrariamente ao português, o crioulo distingue claramente o relativo «que» (quí) da conjunção integrante «que» (’mâ, ou pâ). A conjunção integrante ’mâ (formas mais antigas: c’mâ ou cumâ) é usada depois de verbos que exprimem afirmações de um modo geral. A conjunção integrante pâ é usada depois de verbos que exprimem uma ordem ou um pedido. Ex.:
- Êl flâ ’ma m’ bái. «Ele disse que eu fui.»
- Êl pidí pa m’ bái. «Ele pediu que eu fosse.»

Em português o relativo causal «porque» tem a mesma forma que a conjunção explicativa «porque». Nos crioulos de Sotavento nota-se uma ligeira diferença entre o relativo causal pamódi qui e a conjunção explicativa pamódi. Nos crioulos de Barlavento a diferença é mais nítida, entre o relativo causal ’modquê qu’ e a conjunção explicativa pamód’. A forma mais antiga da conjunção explicativa paquê («porque») não deve ser confundida com a forma recentemente importada do português para o relativo final pâ quê («para quê»).
Em português o relativo de modo «como» tem a mesma forma que a conjunção comparativa «como». Em crioulo nota-se uma diferença entre o relativo de modo cumódi qui e a conjunção comparativa sí’ma.
Devido à influência do português, está a crescer o uso do português «porque» (pronunciado /ˈpuɾki/ em Sotavento ou /puɾk/ em Barlavento), em vez de pamódi / pamód’.

## Mudança de categoria gramatical
Embora raramente, encontram-se casos de palavras que mudam de categoria gramatical ao passar do português para o crioulo. Dentro de adjectivos que passam a verbos podemos encontrar contênti (Dja m’ contênti m’ odjá-bu. «Já fiquei contente por te ver.»), rícu (Quêm quí tâ bái pâ Mérca, tâ rícu. «Quem vai à América, enriquece.»), entre outros, mas o caso mais interessante é o adjectivo «mister» da antiga expressão em português «é mister» («é necessário») que originou o verbo mestê «precisar». No processo inverso temos por exemplo os verbos «saber» (dar sabor) e «feder» que originaram os adjectivos sábi e fêdi, que significam respectivamente «bom» (agradável) e «malcheiroso».